# Distrust
Distrust est un jeu vidéo de type survival horror développé par Cheerdealers  et édité par Alawar Entertainment, sorti en 2017 sur Windows et Mac.

## Système de jeu
Ce jeu est en point and click, le joueur doit résoudre des énigmes, mais il ne peut pas attaquer.

## Accueil
- GameSpot : 7/10[1]